# Shi Shen
Shi Shen 石申 (Wade-Giles: Shih Shen) (siglo IV a. C.) fue un astrónomo chino, originario del estado de Wei y contemporáneo de Gan De. También se lo conoce como Maestro Shi Shen (Shi Shenfu). Se lo reconoce por haber creado, junto a Gan De, el primer mapa celeste, con la ubicación de 121 estrellas. También realizó el registro (no fechado) más antiguo que sobrevive de observaciones de manchas solares. Pensaba que las manchas eran eclipses que se iniciaban en el centro del sol y se extendían hacia afuera. A pesar de esta equivocación, reconoció a las manchas por lo que son: fenómenos solares.
Entre sus obras se encuentran una Astronomía en ocho volúmenes, un Mapa celeste y el Catálogo estelar de Shi. Hoy se cree que estas dos últimas fueron escritas por sus discípulos. La mayoría de sus obras no sobrevivió intacta, pero algunos de sus escritos más importantes se preservan en el Tratado de astrología de la era Kaiyuan.

## Eponimia
- El cráter lunar Shi Shen recibió ese nombre en su honor.[6]